# RS-408
Pour les articles homonymes, voir Route 408.
La RS-408 est une route locale du Nord-Ouest de l'État du Rio Grande do Sul qui relie la municipalité d'Entre Rios do Sul à celle de Campinas do Sul, à l'embranchement avec la RS-211. Elle dessert les communes d'Entre Rios do Sul, de Cruzaltense et de Campinas do Sul, et est longue de 25 km. Son état est précaire et en cours d'amélioration.